# Piłka nożna na Igrzyskach Azjatyckich 2018
Piłka nożna na Igrzyskach Azjatyckich 2018 – jedna z dyscyplin rozgrywana podczas igrzysk azjatyckich w Dżakarcie i Palembangu. Zawody odbyły się w dniach 10 sierpnia – 1 września na sześciu stadionach. Do rywalizacji w dwóch konkurencjach przystąpiło 826 zawodników z 27 państw.

## Uczestnicy
W zawodach wzięło udział 826 zawodników z 27 państw.
| Reprezentacja                | Liczba zawodników |
| ---------------------------- | ----------------- |
| Arabia Saudyjska             | 27                |
| Bahrajn                      | 23                |
| Bangladesz                   | 21                |
| Chiny                        | 48                |
| Chińskie Tajpej              | 40                |
| Hongkong                     | 42                |
| Indonezja                    | 46                |
| Iran                         | 20                |
| Japonia                      | 44                |
| Katar                        | 24                |
| Kirgistan                    | 23                |
| Korea Południowa             | 42                |
| Korea Północna               | 40                |
| Laos                         | 20                |
| Malediwy                     | 40                |
| Malezja                      | 27                |
| Mjanma                       | 25                |
| Nepal                        | 22                |
| Pakistan                     | 22                |
| Palestyna                    | 25                |
| Syria                        | 22                |
| Tadżykistan                  | 18                |
| Tajlandia                    | 47                |
| Timor Wschodni               | 23                |
| Uzbekistan                   | 21                |
| Wietnam                      | 45                |
| Zjednoczone Emiraty Arabskie | 29                |
| 27 reprezentacji             | 826               |

## Medaliści
| Konkurencja      | Złoto | Srebro | Brąz |       |
| ---------------- | --- | --- | --- | ----- |
| Turniej mężczyzn | Korea Południowa · Cho Yu-min · Hwang Hee-chan · Hwang Hyun-soo · Hwang In-beom · Hwang Ui-jo · Jang Yun-ho · Jeong Tae-wook · Jo Hyeon-woo · Kim Geon-ung · Kim Jin-ya · Kim Jung-min · Kim Min-jae · Kim Moon-hwan · Lee Jin-hyun · Lee Seung-mo · Lee Seung-woo · Lee Si-young · Na Sang-ho · Son Heung-min · Song Bum-keun | Japonia · Keita Endō · Teruki Hara · Reo Hatate · Ryō Hatsuse · Kou Itakura · Yuto Iwasaki · Yuta Kamiya · Ryosuke Kojima · Daizen Maeda · Taishi Matsumoto · Kaoru Mitoma · Kōji Miyoshi · Yoichi Naganuma · Powell Obinna Obi · Makoto Okazaki · Takuma Ominami · Daiki Sugioka · Yugo Tatsuta · Ayase Ueda · Kouta Watanabe | Zjednoczone Emiraty Arabskie · Husain Abdulla · Abdalla Ghanim Al-Alawi · Esmail Al-Ali · Abdulrahman Al-Ameri · Zayed Al-Ameri · Mohamad Al-Attas · Jassim Al-Blooshi · Shaheen Al-Darmki · Khaled Al-Dhanhani · Abdulla Al-Hammadi · Ahmad Al-Hashmi · Hamad Al-Jasmi · Ahmed Al-Mehrzi · Sultan Al-Mentheri · Mohammed Al-Mesmari · Mohamed Al-Shamsi · Salem Al-Sharji · Ali Al-Yahyaee · Rashed Musabbah · Majid Salim | [ 3 ] |
| Turniej kobiet   | Japonia · Saori Ariyoshi · Yui Hasegawa · Sakiko Ikeda · Mana Iwabuchi · Aimi Kunitake · Rika Masuya · Shiori Miyake · Yuka Momiki · Emi Nakajima · Yu Nakasato · Moeno Sakaguchi · Aya Sameshima · Risa Shimizu · Yuika Sugasawa · Rin Sumida · Hikari Takagi · Mina Tanaka · Ayaka Yamashita                                 | Chiny · Bi Xiaolin · Gu Yasha · Han Peng · Huang Yini · Li Jiayue · Li Mengwen · Li Tingting · Li Ying · Lin Yuping · Lou Jiahui · Ren Guixin · Wang Shanshan · Wang Shuang · Wang Yan · Wu Haiyan · Xiao Yuyi · Yang Lina · Zhang Rui · Zhao Lina · Zhao Rong                                                                 | Korea Południowa · Cho So-hyun · Choe Yu-ri · Han Chae-rin · Hong Hye-ji · Jang Chan · Jang Sel-gi · Jeon Ga-eul · Ji So-yun · Jung Bo-ram · Kim Hye-ri · Lee Eun-mi · Lee Geum-min · Lee Hyun-young · Lee Min-a · Lim Seon-joo · Moon Mi-ra · Shim Seo-yeon · Shin Dam-yeong · Son Hwa-yeon · Yoon Young-geul | [ 4 ] |

## Tabela medalowa
| Pozycja | Reprezentacja                | Złoto | Srebro | Brąz | Razem |
| ------- | ---------------------------- | ----- | ------ | ---- | ----- |
| 1.      | Japonia                      | 1     | 1      | 0    | 2     |
| 2.      | Korea Południowa             | 1     | 0      | 1    | 2     |
| 3.      | Chiny                        | 0     | 1      | 0    | 1     |
| 4.      | Zjednoczone Emiraty Arabskie | 0     | 0      | 1    | 1     |
| Razem   | Razem                        | 2     | 2      | 2    | 6     |